# Atractocolax pulvinatus
Atractocolax pulvinatus är en svampart som beskrevs av R. Kirschner, R. Bauer & Oberw. 1999. Atractocolax pulvinatus ingår i släktet Atractocolax, klassen Microbotryomycetes, divisionen basidiesvampar och riket svampar.   Inga underarter finns listade i Catalogue of Life.